# 库尔德人

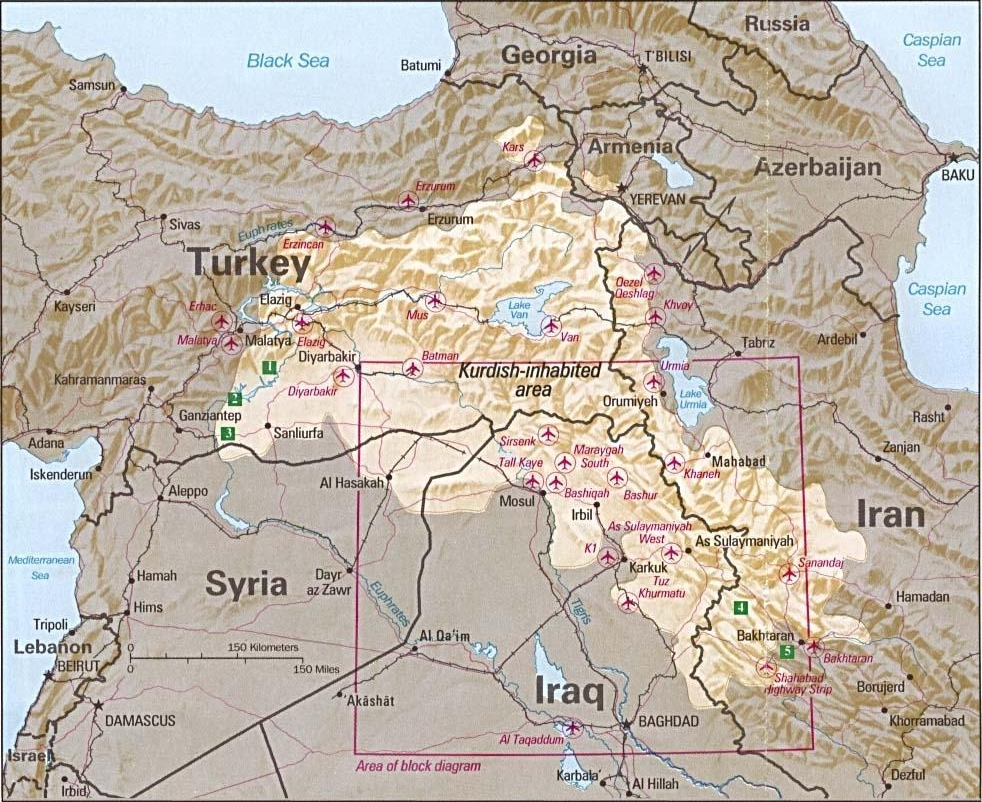
庫德族人分佈區域（庫德斯坦）

庫爾德人（羅馬化：Kurd）是一個生活於西亞的伊朗语遊牧民族，為西南亞庫爾德斯坦地區的基本居民。總人口約3000萬，主要分佈在土耳其、敘利亞、伊拉克、伊朗四國境內，有少數分佈在阿塞拜疆和亞美尼亞、歐俄南部、以色列等地，在中东地区是人口僅次於阿拉伯、土耳其和波斯的第四大民族，同時是全世界沒有國家的民族中人口最多的。
庫爾德人是中東地區現存最古老的民族，兩千多年來一直都在被稱為庫爾德斯坦的山區活動，過去都過著遊牧或者僱傭兵的生活，后来不断向周边地区扩散，屢屢遭受土耳其、敘利亞、伊拉克等國的壓迫並舆其激烈衝突，近年來庫德族已有獨立建國的聲浪，库尔德工人党成員還被西方國家列為恐怖份子。在哈菲兹·阿萨德治下的敘利亞，库尔德民族服饰、节日与库尔德语出版物遭到了全面禁止；而土耳其亦数次血腥鎮壓了库尔德起义。1991年之前，“库尔德”一词本身即是土耳其国内的禁忌，库尔德人只能以“山地土耳其人”自称。在伊拉克复兴党政权治下，因萨达姆的「阿拉伯化」政策，对伊拉克库尔德人的迫害达到了高潮，许多库尔德人被驱逐到伊朗，或直接被杀害。
大部分库尔德人都是伊斯兰教逊尼派穆斯林，其中多数奉行沙斐仪教法学派（盛行苏菲教团，与周边奉行哈乃斐学派的阿拉伯和土耳其人不同），少数为什叶派穆斯林（含阿列維派和十二伊玛目派）。还有部分库尔德人信奉雅兹迪、雅赛尼、琐罗亚斯德教等其他宗教。

## 歷史
主流學者甚至庫爾德人自己都認為當年統治伊朗高原的米底人便是其祖先的主體。公元前6世紀中期，米底被波斯帝國居魯士大帝征服，米底人與波斯人的融合形成了今日的庫爾德人。庫爾德人生活的地區於公元前4世紀末期至公元7世紀先後被塞琉古王朝、安息帝國、羅馬帝國、薩珊波斯、東羅馬帝國征服並統治，期間庫爾德人並未能夠建立屬於自己的大一統政權，而是不斷地被強族征服，而處於從屬的地位。
公元7世紀晚期，新興的阿拉伯人橫掃西亞，庫爾德人所在地區再次被征服，這次征服伴隨着武力掃蕩而來的是高壓的伊斯蘭化，於是庫爾德人在阿拉伯征服後開始信奉伊斯蘭教。阿拉伯帝國後期陷入分裂，德萊木人建立了白益王朝，在是945年至1055年間統治伊朗西部及伊拉克大部，期間庫爾德族出身的白益埃米爾Badr ibn Hasanwaih成為了王朝最重要的埃米爾之一。在公元10世紀末期至公元12世紀，一系列的庫爾德大公國和王朝被建立起來，統治了庫爾德斯坦和附近地區:
- 沙達迪德王朝（英语：Shaddadids）（951–1174），統治亞美尼亞和高加索阿爾巴尼亞
- 拉瓦迪德王朝（英语：Rawadid）（955–1221），統治阿塞拜疆（伊朗）
- 哈桑瓦伊德王朝（英语：Hasanwayhids）（959–1015），統治伊拉克西部和上美索不達米亞
- 馬爾瓦尼德王朝（英语：Marwanids）（990–1096），統治小亞細亞東部
- 安納濟德王朝（英语：Annazids）（990–1117），統治伊朗西部及由哈桑瓦伊德王朝手上繼承的上美索不達米亞
- 哈扎拉斯皮德王朝（英语：Hazaraspids）（1148–1424），統治伊朗西南部
- 阿尤布王朝（1171–1341），統治埃及、敘利亞、上美索不達米亞、小亞細亞東南部，以及部分阿拉伯半島

庫爾德人雖然在阿拔斯王朝衰落時建立了一些小國，無奈其民族遊牧習氣太重，而且又有亞美尼亞人、波斯人和突厥人等強敵入侵，逐步消亡，所在地區後來成為塞爾柱突厥的一部分。其後庫爾德人因民風彪悍而大量進入贊吉王朝的軍隊；在贊吉王朝之後，庫爾德人於1171年建立阿尤布王朝，由一位強大的領袖薩拉丁統領。薩拉丁帶領穆斯林從十字軍手中重奪耶路撒冷，並不時與阿薩辛派交手；不過薩拉丁並未帶領庫爾德人自己建立王朝，而是在庫爾德斯坦之外的埃及建國，因此這樣一位被阿拉伯人乃至歐洲人推崇的庫爾德人，反倒在自己的民族裡沒有受到那麼多的讚譽。
隨着蒙古軍的到來，庫爾德地區又從屬於蒙古帝國，而蒙古的第三次西征亦滅亡了阿尤布王朝，庫爾德人再度完全由外族統治。後來波斯薩非王朝興起，庫爾德斯坦絕大多數地區又被其所佔據，但由於薩非王朝信奉的是伊斯蘭教什葉派而庫爾德人則多信奉遜尼派，因此庫爾德人受到空前的宗教壓迫，恰逢此時同屬遜尼派的奧斯曼土耳其也與薩非王朝矛盾激化，奧斯曼土耳其得到了庫爾德人的支持並與薩非王朝展開多年戰爭，雙方均精疲力竭。1639年，奧斯曼帝國和波斯薩非王朝簽署《席林堡條約》，確定了兩國對庫爾德斯坦的瓜分，庫爾德斯坦大部分歸屬奧斯曼帝國，少部分歸屬薩菲王朝。奧斯曼土耳其開始對庫爾德人採取一定的包容態度，承認其16個公國和50個領地相對獨立的地位，但此後態度有所轉變，至1847年最後一個庫爾德公國被消滅，從此庫爾德人幾乎處於完全的附庸和從屬地位。
17世紀，為了充實東北部的邊疆，波斯薩非王朝開始把庫爾德人遷移到呼羅珊省，到了18世紀遷移依然持續。這形成了庫爾德人在今日伊朗東北的呼羅珊庫爾德人社區。由於先前當地受到蒙古-突厥人的入侵，人口已變得稀疏，農業基礎已受到破壞，庫爾德人的到來使他們成為了當地新的主體民族。
到了20世紀初，庫爾德人一直試圖在原來的聚居區建立自己的國家，即庫爾德斯坦，但是他們的建國目標與所在國政府發生激烈矛盾，雙方不斷發生衝突，由此形成了庫爾德人問題。很多庫爾德人曾遭受統治者的迫害和滅絕，庫爾德人與庫爾德斯坦周圍的其他穆斯林之間也有長期的衝突，直至今天，種族鬥爭和壓迫仍然存在。

## 语言
库尔德人使用库尔德语（属印欧语系伊朗语族）。库尔德语有兩種書寫方式：在伊拉克和伊朗主要用阿拉伯字母書寫，在土耳其和叙利亚主要用拉丁字母。兩地原本语言相同，而仅是兩種文字書寫方式不同；但如今可能因為長久的分隔，兩種語言在用詞方面已開始产生顯著区分。

## 社群分布

### 土耳其
庫爾德族人是土耳其人口最多的少數民族，共有1,400萬人，其中大約700萬人生活在東部和東南部大片地廣人稀的地區。土耳其的大多数庫爾德族人都是穆斯林，他們外表上和土耳其人沒兩樣，但是在語言、文化和家庭傳統上却大相徑庭。
庫爾德人和土耳其人之間的矛盾衝突早有歷史記載。虽然库尔德人没有像亚美尼亚人那样经历土耳其鄂圖曼帝國政府的种族屠杀，但库尔德人一直为独立而奋斗。
一戰結束後，鄂圖曼帝國與列強於1920年8月10日簽訂了《色佛爾條約》，此條約屬於1919年巴黎和會系列條約的一部份。內容主要為削弱奧圖曼帝國的領土及國力，防止它再發動對外擴張的戰爭。條約中允諾庫德斯坦為自治區，並將舉行公投以決定是否成為獨立國家。
該條約被普遍認為是側重協約國（尤其是英國、希臘和亞美尼亞等國）的利益，而對鄂圖曼帝國和土耳其人十分苛刻。由凱末爾率領的土耳其民族主義者並不接受這個條約，於1920年4月23日在安卡拉成立了土耳其大國民議會。議會認為《色佛爾條約》損害土耳其人利益和主權，對之不予承認，並與依據條約佔領小亞細亞的亞美尼亞、希臘和法國軍隊戰鬥，是為土耳其獨立戰爭。戰後，土耳其於1923年7月24日與協約國簽訂《洛桑條約》。
在實質上建立起土耳其現代國家的《洛桑條約》中，庫爾德人是一個少數民族，權利沒有得到任何保證，這一點是庫爾德族人和南斯拉夫人、猶太人以及亞美尼亞人不同的地方。雖然土耳其東部地區很多人，尤其是女性，都以庫德族的Kurmanci語（此處指北庫德語: 土耳其地區庫德人所說之庫德語腔調；另有南庫德語，主要指伊拉克地區的庫德語腔調）作為第一語言，對土耳其語的掌握非常有限；但直到最近，土耳其政府還是不承認庫爾德族人的存在。在土耳其的人口調查中，政府仍然不准任何人把自己歸為庫爾德人，也不以庫爾德人來稱呼他們。身份證上亦不允許“庫德人”字樣出現。
1925年以後，土耳其政府對庫德族的政策逐漸從初期軟硬兼施、保持模糊空間的態度一步步轉變為壓制庫德族文化。1925到1938年間，土耳其國內的庫德族在凱末爾高壓統治下多次發起暴動，主要範圍在土耳其東部的安那托利亞地區，而土耳其政府將這些暴動定義為「國內反動勢力／革命勢力的反動」，對於庫德族一字不提，企圖塑造土耳其做為單一民族國家的假象。
1925年，由賽德（Sheikh Said）為首的庫德族反土耳其高壓統治運動開始了這一連串暴動，賽德起義造成1927-1930年間土耳其空軍對亞拉拉特山地區的轟炸，釀成了1930年的亞拉拉特起義。更為血腥的暴動發生在1937年的德錫門地區，當地居民在1937-1938年間遭到土耳其政府的驅離，為了自我保護而發生暴動，在當地領袖寫給國際聯盟秘書長信件中揭露了土耳其政府的壓迫暴行，其中提到「剝奪庫德兒童的受教權、強迫庫德人成為奴工、驅離庫德人，並藉由『土耳其化』的手段試圖消滅庫德人」。而作為回應，土耳其政府選擇更加密集的空軍轟炸。據統計，土耳其軍在短短17天內就殲滅了8,000多位庫德人。
庫德族一次又一次的反抗無法扭轉土耳其政府全面否定其存在的政策，到了1983年，庫德語遭到了全面禁止。土耳其語被定為唯一官方語言的結果並不止於文化權語言權的打壓。當所有有關庫德族權益的政府公告都只以土耳其語發布時，原本屬於庫德族的土地漸漸從庫德族人手中轉入土耳其人手裡。土耳其人開始在政府的提倡下有系統地移居至傳統庫德族區域，而庫德族人則被趕出居住了數千年的土地。
1984年，阿卜杜拉·厄賈蘭建立了库尔德斯坦工人党（PKK）。創黨初期，以為農工階級謀福利為宗旨的庫德工人黨並未凸顯庫德族認同，反而一度與土耳其政府關係良好。
但從1980年代中期開始，分離主義者的騷亂升級，而土耳其東南部也進入了長期緊急狀態，經過1980至1990年代長達15年的戰爭，死亡人數達到了3萬人以上。隨著庫德族受到軍政府無情打壓情況的惡化，庫德斯坦工人黨逐漸開始轉型，並在1984年發展成為一武裝團體，開始以恐怖攻擊血腥暴力的形式與土耳其政府對抗，試圖以暴力手段凝聚對抗土耳其政府，爭取庫德族獨立。1991年，阿卜杜拉·厄賈蘭在肯亞被捕。21世紀開始，厄賈蘭呼籲他的追隨者放下武器。
1982年土耳其建立了新的憲法，在憲法的第26及28章中，對庫德人的認定採用了較嚴苛的標準。與此同時，這項粗暴的政策也增進了受政治迫害而流亡至敘利亞的庫德斯坦工人黨的支持度。
雖然土耳其軍方非常擔心安多利亞東南方的庫德勢力，但是總理Turgut Ozal 認為有必要趁著庫德斯坦工人黨的沒落與國內庫德人開啟談判。1992年，他建議國家電視網路應該至少撥放60至90分鐘的庫德語節目，並且將庫德語訂為第二官方語言；然而國會內的軍方勢力在安全的考量下否定了這個想法。Turgut Ozal 的繼任者Tansu Ciller 上台後情況持續惡化，因為他給予軍方極大的政治及金融上的支助，激化了土耳其軍庫德斯坦工人黨的軍事行動。此外，另一個好戰的伊斯蘭政黨也在東南方興起了－也就是1999年成立的新庫德斯坦人民民主黨(new Kurdish People’s Democracy Party, PDP)，同年也舉行了赫爾辛基高峰會，土耳其成為歐盟的候選國，新的執政黨－民主人民黨決定廢除死刑並且給予庫德人有限的文化權利。
促進這種改變進一步加快的最好機會就是土耳其申請加入歐盟。為了獲得批准，土耳其不得不開始尊重少數民族的文化和民族權利。2002年，土耳其政府允許用庫爾德語言廣播，然後又進一步同意在語言學校裡教授庫爾德語。東南部的緊急狀態被解除。政府補償在衝突中被迫遷移的農民。很多庫爾德族人对於在伊拉克北部邊境，正發展出一個準獨立（quasi-independent）的庫爾德人國家的進程感到高興。
不過，雖然目前形勢的發展令人樂觀，一些庫德人激進主義者認為現有的改革遠遠不夠。2004年6月，停火狀態也被打破，在東南部地區不時發生小規模戰鬥。而近期發生在安卡拉的爆炸事件也被認為再次惡化兩方的關係。

### 伊朗
伊朗庫德族主要居住在伊朗的西北邊，還有一些少數庫德族居住在東北邊呼羅珊省，佔伊朗約7~10%的人口（650萬~790萬）。
伊朗政府並沒有像土耳其或伊拉克一樣用殘忍暴行去對付其境內的庫德族，但面對庫德族的分離請求時卻永遠持反對意見。在第一次世界大戰後的一段時期，伊朗政府因行政力量尚未穩固，使得一些庫德族部落酋長獲得當地政治權力。而一戰後興起的民族主義思潮則影響一些庫德族酋長而使他們日後成為庫德民族主義領導者。
在1910年代晚期和1920年代早期，由庫德酋長辛庫·席卡克領導的族群叛亂在伊朗西北邊點燃戰火。雖然此叛亂象徵庫德民族主義的興起，但歷史學家認為辛庫的叛亂和庫德族民族認同間的關係其實很難有關連，這場叛亂只是反映傳統的部落利益上的衝突。
而伊朗政府和非庫德族的伊朗民眾並不是這場攻擊的唯一受害者，也有庫德族人在這場叛亂下受到傷害。這場叛亂並沒有任何庫德族團結一致的跡象。1920年代晚期的庫德族暴動常伴隨著伊朗與土耳其間的緊張關係，伊朗與土耳其把庫德族當成政治工具：土耳其提供軍事協助與避難場所給1918~1922年的辛庫‧席卡克反伊朗叛亂，而伊朗也在1930年的亞拉拉特叛變時用同樣的方式對待土耳其。
因面對泛突厥主義與泛阿拉伯主義在伊朗國境中崛起而造成的領土威脅，泛伊朗主義在1920年代早期形成。當時禮薩汗的巴列維王朝支持伊朗民族主義，認為庫德族是伊朗不可分割的一部分，禮薩汗個人讚揚庫德族是純正的波斯人。
在這時期蘇聯的馬克思主義也影響了庫德族，並在1946年伊朗危機中促進分離運動，當時伊朗庫德民主黨（KDP-I）與共產主義團體有意建立一個叫馬哈巴德共和國蘇維埃傀儡政府，此傀儡政府將與另一個傀儡政府亞塞拜然人民政府一起建立。但馬哈巴德共和國領土很小，只包含馬哈巴德與周邊的城市，不足以與南邊英美區的庫德族合併，其民族目的也沒辦法吸引其他的部落。結果，當1946年12月蘇維埃撤出伊朗時，伊朗政府便毫無阻礙的剷除這個傀儡政府。
之後陸陸續續的庫德族暴動（1967、1979、1989-96年），由KDP-I和伊朗庫德勞動者社會革命黨（KZK）帶頭，但這兩個團體並未大力提倡庫德族分離運動，在這部份做最好的反而是土耳其的庫德斯坦工人黨（PKK），但是一些反對派領袖，包括庫瓦茲·穆罕默德與阿布都·拉曼·加私募羅，還是被伊朗政府處決或遇刺身亡。
在兩伊戰爭時，伊朗政府資助伊拉克的庫德族政黨如庫爾德斯坦民主黨（KDP）和庫爾德斯坦愛國聯盟（PUK）反抗伊拉克，並收容140萬伊拉克難民（多數為庫德族人）。
2004年，由隸屬於土耳其PKK的分離團體，库尔德斯坦自由生活党（PJAK）發起暴動，並被伊朗、土耳其和美國視為恐怖分子。停火協議雖在2011年簽署，但是一些PJAK與伊斯蘭革命衛隊（IRGC）間的衝突在停火之後還是有所發生。
自從1979年伊朗革命以來，伊朗經常面對歧視庫德族的指控。但庫德族人其實在伊朗各時期的政府執政時都有參與其中，例如庫德自由主義政治家卡林姆‧簪加敗就在1952年在摩薩臺內閣中擔任教育部長。在禮薩汗當政時期，一些國會成員和軍隊官員就都是庫德族人，甚至有庫德族的內閣部長。在巴列維王朝時期，庫德族收到許多來自當權者的幫助，例如在1962年領土重編時保留庫德族的土地。在2000年初期，伊朗議會中的庫德族議員也佔了一定的比例，逐漸削弱歧視的主張。重要的政治家如前第一副總統禮薩‧拉希米和德黑蘭市長巴吉爾‧卡利巴夫（在2013年總統大選選票位居第二名）也活躍於現今伊朗政壇。而庫德族的語言在現在伊朗境內沒有受到太大的限制，一些報紙使用庫德族語，甚至在有些學校教導小孩庫德語。就目前情況而言，大多數的伊朗庫德族人對庫德民族主義並不是太執著。

### 伊拉克
在波斯灣戰爭期間，美國曾呼籲伊拉克國內人士推翻薩達姆·海珊，庫爾德人曾表示願擔此任，但美國認為庫爾德人未必能勝任，而未有合作。戰後，薩達姆打擊庫爾德人，1992年聯合國安理會決議在伊拉克境內，北緯36度以北，設立禁飛區，以制止伊拉克空襲庫爾德人。
伊斯蘭國組織崛起後，伊拉克庫爾德自治區遭到攻擊和許多屠殺事件，一線之隔的土耳其採取壁上觀角色，也引起土境內库尔德人抗議，但土耳其視其境內库尔德為不穩定力量，要是出兵解圍或給予武器，難保有一天伊土兩地的庫爾德族坐大後聯盟起來要求建國，那就是最大心腹大患，相比之下伊斯蘭國雖然殘忍但是同為遜尼派又對土耳其短期內沒有領土野心，戰力又強，一個不可說的心機在土政府高層蔓延，就是不要積極攻打伊斯蘭國組織，讓它去屠殺庫爾德族和敘利亞的什葉派，這兩者都是土耳其大敵，出手幫助主要敵人是沒道理的策略。
伊拉克庫德人之政經地位屬於中等，主要因為兩伊戰爭及波灣戰爭後，嚴重削弱。
在宗教方面大多數屬於遜尼派回教徒，主要是遜尼派阿拉伯人，再者是什葉派，僅有少數是阿列維派(Alevis) 或是亞契德(Yazidis)。
1960年代，伊朗王國、美國、以色列開始給予老巴塞尼的庫德民主黨堅定支持，對伊拉克進行鎮壓。1972年，伊拉克對英屬石油公司進行國有化政策，美國曾透過伊朗對老巴塞尼更多武力支持。1975年伊朗國王及海珊進行協商，伊朗終止對老巴塞尼援助，庫德族叛亂行動瓦解。而該庫德族有三大主要勢力，分別為:
庫爾德斯坦民主黨(KDP) 、老巴塞尼、庫德斯坦工人黨(PKK) 。
1980-1988 年的兩伊戰爭期間，伊朗與伊拉克政府為了打擊對方，各自極力設法鼓吹對方國家境內庫德族爭取獨立。伊拉克基本上有三大要點:維護中東霸權地位、重劃阿拉伯河邊界、切斷伊朗對庫德族人的援助。起初海珊為求將精力集中在對付伊朗，並未對伊拉克境內庫德族獨立運動太過介意。然而伊拉克境內分裂的兩股庫德族勢力中，「庫德族民主黨」（Kurdish Democratic Party, KDP）始終堅拒與海珊合作，導致海珊在1988年巴格達使用化學武器的對象不只是伊朗軍民，同時也包括自己境內的庫德族平民，但聯合國經查證後，卻沒進一步的制裁。 
1991年庫德族叛亂失敗，根據聯合國安理會第688號決議，以北緯36度以北，作為庫德族避難所，並且設立禁飛區以制止伊拉克空襲庫德人。今伊拉克地區之庫德族人仍希望獨立於國家之外，只是受個國家之壓迫，並於鄰國土耳其之庫德人間，難完全達成共識完成獨立。而2014年開始，許多庫德族人指控土耳其政府，暗中協助ISIS滅庫德族人 。
雖然伊拉克政府反對，但是伊拉克庫德斯坦還是於2017年9月25日舉行獨立公投。

### 叙利亚

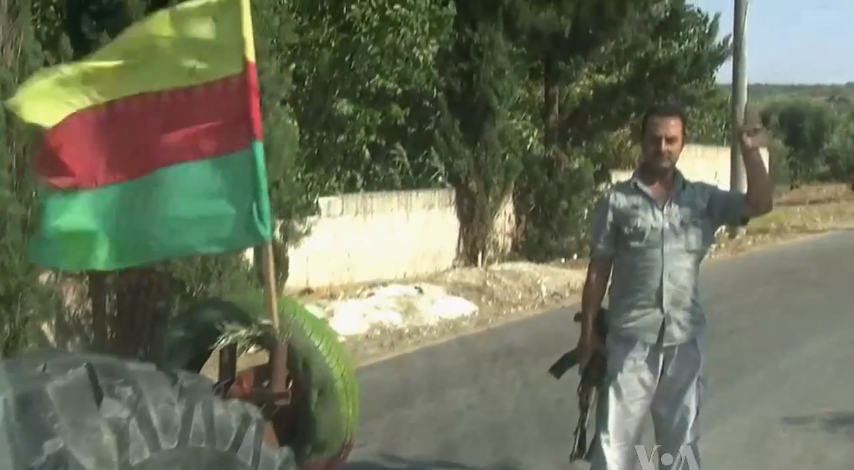
2012年羅賈瓦衝突期間，PYD軍人在敘利亞阿夫林的檢查站執行任務

庫德族人口佔敘利亞人口的9%，總共約160萬人。這令他們成為國內最大的少數民族。他們主要集中於東北部與北部，但在最大城市阿勒坡與首都大馬士革也有明顯的庫德族人口。庫德人在公共場所通常說庫德語，除非沒有其他庫德人在場。國際特赦組織表示：庫德族人權活動者受到虐待和迫害。任何政黨都不被允許，包括庫德族與其他族群。
敘利亞官方以技術性手段壓迫庫德族的民族識別，包括使用庫德語的各種限制、拒絕兒童以庫德語姓名登記出生、更換庫德語地名為阿拉伯語新地名、禁止沒使用阿拉伯語名稱的商店、禁止庫德語私立學校及禁止以庫德語撰寫的書籍或出版物。在被拒絕敘利亞國籍後，大約有30萬庫德族人已經被剝奪任何社會權利，違反了國際法。其後果是，這些庫德族人在敍利亞境內被逮捕。2011年3月，部分原因是為了避免進一步的示威與動亂蔓延到全國各地，敘利亞政府承諾要解決這一問題，對大約30萬名先前被剝奪權利的庫德族人，承認其為敘利亞公民。
2004年3月12日，從卡米什利（敘利亞東北部一個主要的庫德城市）一座體育場開始，庫德人和敘利亞人之間爆發衝突並持續了數天。至少三十人死亡，超過160人受傷。騷亂蔓延到北部土耳其邊界一帶的其他庫德族城鎮，再波及到大馬士革與阿勒坡。
由於敘利亞內戰，自2012年7月起，庫德族人得以控制敘利亞庫德斯坦的大部分地區，從最東北端的安迪瓦到最西北端的將戴里斯。
2017年，敘利亞當局表示願意在境內庫德族協助消滅「伊斯蘭國」後與其共同協商其自治議題。

## 著名人物
- 萨拉丁，阿尤布王朝君主。
- 阿卜杜勒-卡里姆·卡塞姆，伊拉克共和國首任領導人。
- 马斯图拉·阿达兰，女性詩人。

## 参閲
- 库尔德斯坦
- 庫德族旗幟
- 库尔德工人党
- 马哈巴德共和国
- 俾路支人